# Drama indien
 (avril 2024).
- Si vous ne connaissez pas le sujet, laissez ce bandeau (vous pouvez alors contacter les auteurs).
- Si vous supprimez le contenu mis en cause (vous pouvez préalablement contacter les auteurs),

argumentez précisément cette suppression dans la page de discussion
(un manque de référence n'est pas un argument ; une recherche réelle de référence doit avoir été effectuée, être formellement documentée).
 (avril 2024).
Si vous disposez d'ouvrages ou d'articles de référence ou si vous connaissez des sites web de qualité traitant du thème abordé ici, merci de compléter l'article en donnant les références utiles à sa vérifiabilité et en les liant à la section « Notes et références ».
Le Drama indien est un genre de série télévisée hindi communément appelées feuilletons, produite en Inde, avec des acteurs indiens et destinée à être diffusée sur les chaînes de ce pays. 

## Format
Les dramas indiens sont généralement composés de quelques saisons, s'étendant sur plusieurs centaines d'épisodes. Ceux-ci durent en moyenne 22 minutes à raison de cinq à six épisodes par semaine.
De la même façon, des séries n'ayant pas de succès peuvent se voir raccourcir considérablement ou se terminer sur une fin précipitée. S'il arrive qu'elles ont plusieurs saisons au cours de leur diffusion, le même principe scénaristique demeurera, la même équipe de production aussi. Mais il est fort possible que le casting soit modifié pour correspondre aux contextes de l'intrigue (âge, chirurgie plastique). Généralement, entre chaque saison, un saut dans le temps sert de transition.

## Genres
Les dramas indiens ont de nombreux genres différents mais la plupart des séries ont recours aux mêmes intrigues et aux mêmes rebondissements.
Dans la majorité des drama, il y a un couple principal : la femme, protagoniste principale en général, est de la classe moyenne tandis que l'homme est de la haute bourgeoisie car, comme les dramas coréens, le stéréotype veut que l'héroïne soit malchanceuse mais honnête et travaille dur, tandis que l'homme est l'héritier arrogant d'une grande entreprise, ou bien le fils d'un politicien si le drama est historique. Au début ennemis, ceux-ci ne finissent ensemble qu'à la fin de la série après avoir traversé plusieurs difficultés ou épreuves, le plus souvent dues aux membres de la familles (tante, belle-mère...). Aussi, d'autres personnages, généralement des proches, gravitent autour des héros, permettant d'introduire des éléments comiques, ou prennent de l'importance lorsqu'il s'agit d'une distribution d’ensemble.

## Popularité
Les trois chaînes indiennes qui ont longtemps eu le monopole des drama sont Zee TV, Colors TV et Star Bharat maintenant Star Plus, la première organisant annuellement des cérémonies de remises de prix (Zee Rishtey Awards). Il est à noter qu'elles diffusent sans arrêt des drama, une série après l'autre, ce qui permet, un peu comme les séries américaines, d'intégrer des éléments d'actualités culturels comme Divali par exemple. Parfois lorsqu'un projet de drama tombe à l'eau (problème de financement ou de distribution des rôles), un autre récupère le créneau horaire juste après la diffusion de la série en cours. Les médias indiens utilisent les taux d'audience pour les considérer comme réussi ou non et les classer.
La majorité des drama seraient plus populaires auprès des femmes, notamment des femmes au foyer, qu'auprès des hommes. Les réalisateurs n'hésitent donc pas à y inclure des scènes de rapprochement romantiques entre les actrices et acteurs principaux, ces derniers pouvant exhiber leurs abdos sous la douche ou en train de changer de vêtements par exemple pour gagner de l'audience auprès de la gent féminine.
Les producteurs pensent presque systématiquement à la popularité possible des drama et à leur exportation (en Afrique et en Europe) principalement avec les pays anglophones comme le Royaume-Uni, le Nigéria…), ce qui explique que les dramas ont souvent un titre anglais qui lui est propre (le cas de Jamai Raja avec son titre anglais King Of Hearts).